# Bildstock (Hammelburg; Rote-Kreuz-Straße)

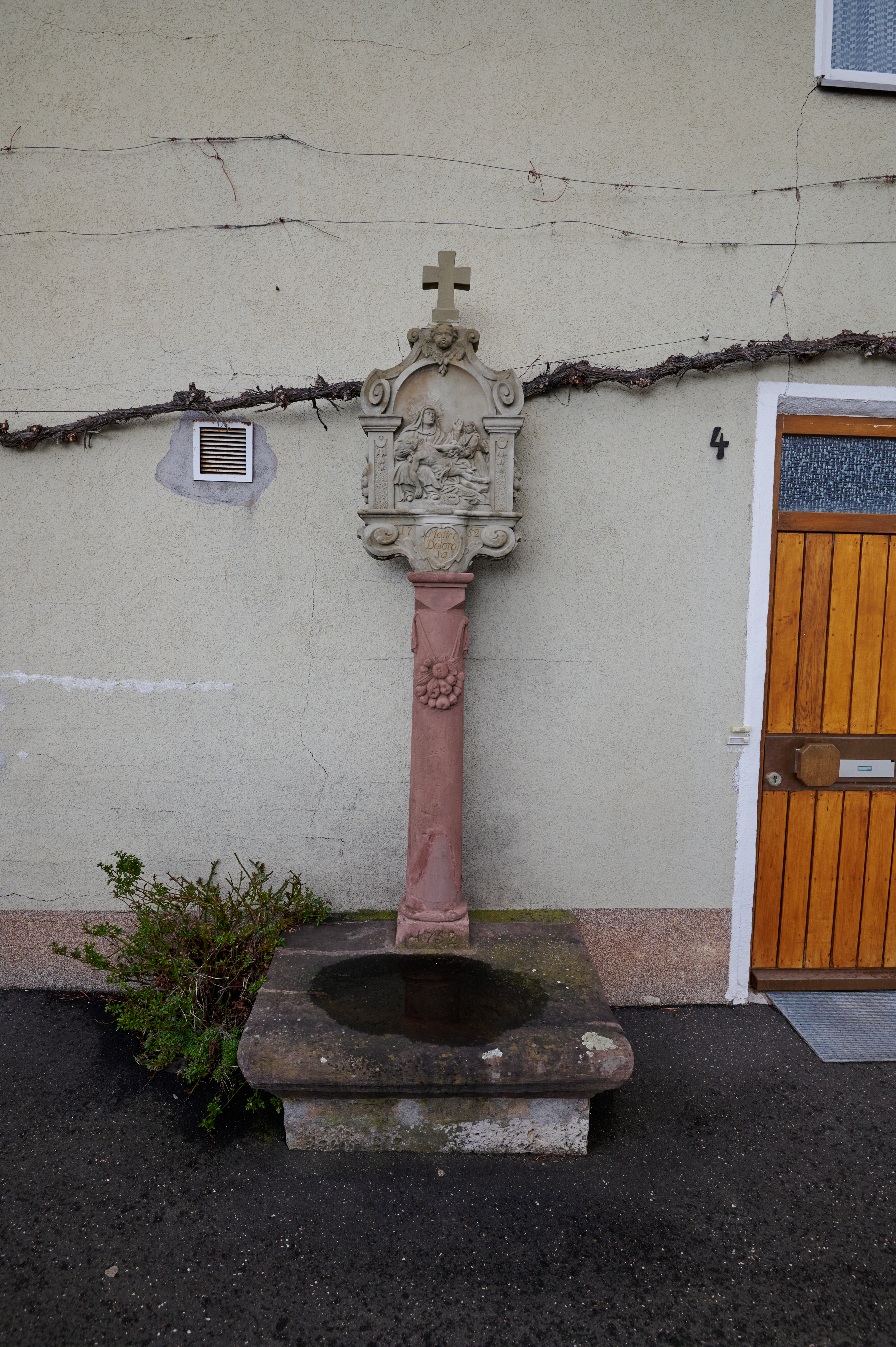
Bildstock in Hammelburg, Rote-Kreuz-Straße

Der Bildstock Rote-Kreuz-Straße befindet sich in der Kleinstadt  Hammelburg im Landkreis Bad Kissingen.
Er gehört zu den Baudenkmälern von Hammelburg und ist unter der Nummer D-6-72-127-48 in der Bayerischen Denkmalliste registriert.

## Beschreibung
Der 280 cm hohe Bildstock besteht aus einer roten Sandsteinsäule und einem Relief aus einem hellen Stein mit einer Pietà-Darstellung. Der Sockel hat die Abmessungen 50 cm × 113 cm × 93 cm; der Säulenumfnang beträgt 61 cm. Auf der Basis der Säule ist die Jahreszahl 1752 eingemeißelt. Durch die beiden Ösen knapp unterhalb des Kapitells ist ein Band gezogen, an dem ein Relief mit Früchten hängt.
Der Bogen der Nische ruht auf zwei Pilastern, die mit Blattornamenten und Fruchtfestons versehen sind. Über der Nische befindet sich ein geflügelter Engelskopf. Der Bildstock wird von einem Kreuz bekrönt. Das Relief in der Arkade stellt eine Pietà dar, zusammen mit einer Stifterfigur. In einer ovalen Kartusche unter dem Relief befindet sich die Inschrift „Matter (sic!) Dolorosa“; links und rechts davon verteilt sich die Jahreszahl „1752“.